# Horváth család (zalabéri)
A zalabéri Horváth család, egy Zala megyei nemesi család.

## Család története
A család 1596. július 20-án kapott Prágában címeres nemeslevelet Rudolf magyar királytól, a régi horvát származású családból származó Horváth alias Wynovith János kanizsai alkapitánynak és fiának, Ferencnek. Zalabéri Horváth Ferenc (1675-1732) huszárkapitány,valamint püspöki uradalmi igazgató volt. 1713. május 21-én III. Károly magyar király Luxemburgban újította a címeres nemeslevelet neki, feleségének és Zsigmond gyerekének. Felesége fajszi Ányos Krisztina (?-1736), Zsigmond és Ladányi Magda lánya volt, aki két fiú és egy lány gyermeket adott neki: zalabéri Horváth Teréz (1718-1773) vizéki Tallián Ignác tábornok felesége volt; Zalabéri Horváth László (1714-?) volt, akinek a felesége a kisbarnaki Farkas családból való kisbarnaki Farkas Judit, kisbarnaki Farkas Gábor és dávodi Bakó Judit lánya volt; a másik fiúgyermeke zalabéri Horváth Zsigmond (1704-1749), akinek a felesége Hartwig Róza volt, aki férje halála után Szalapatakai Nagy Jánoshoz ment férjhez. Gyermekük zalabéri Horváth József (1740-1793) királyi tanácsos, akinek a felesége ledeniczi Ugronovics Franciska (1747-1814) volt.
Zalabéri Horváth József, mint egyetlen örökös valóban vagyonos köznemessé vált. A Mária Terézia úrbérrendezés korában összesen 971 úrbéri holdja volt, a zalaszentmihályi, zalakoppányi, zalabéri, söjtöri, pakodi, batyki, mihályfai, kertesi és nagygeresdi úrbéres birtokai voltak a legjelentősebbek. József gyermekei főnemesi családokkal kötöttek házasságokat: zalabéri Horváth Imre (1771-1821) huszár főhadnagy felesége báró Dévay Mária (1774-1830) volt; zalabéri Horváth Ferenc (1770-1808) huszár főhadnagy és királyi tanácsos neje gróf Hunyady Kata (1770-?) János és Haller Erzsébet lánya volt; zalabéri Horváth Franciska (1777-1814) gróf Festetics János (1776-1815) neje; zalabéri Horváth Erzsébet (1779-1822) először gróf Festetics Péterhez (1769-1806), majd gróf Festetics Jánoshoz (1781-1811) ment férjhez; zalabéri Horváth József (1780-1826) huszár kapitány első felesége casati Beltramini Mária (1787-1814), és második felesége zsadányi és törökszentmiklósi Almásy Krisztina (1797-1820) volt; zalabéri Horváth Róza (1781-1844) zsadányi és törökszentmiklósi Almásy János (1772-1848) felesége volt; zalabéri Horváth János (1788-1853) zalai alispán 1831 és 1834 között, kehidai Deák Antal barátja és országgyűlési követtársa, liberális gondolkodású politikus volt. Horváth János első felesége zsadányi és törökszentmiklósi Almásy Klára (1794-1817), a második felesége gróf Festetics Jozefa (1800-823), a harmadik neje báró Switzen Teréz (1806-1825) és a negyedik házastársa felsőeőri Márkus Teréz (1800-?), Kisfaludy Boldizsár özvegye volt. Horváth János Almásy Klárától, első nejétől, származó gyermekei: zalabéri Horváth László (1812-1854) főhadnagynak a felesége fáji Fáy Borbála (1829-1879) volt, zalabéri Horváth János (1829-1905) titkostanácsos altábornagy volt, és felesége báró Coletti Emanuela (1838-1890) volt.
Horváth Imre és báró Dévay Mária gyermekei vitték tovább a családot. Az egyik gyermekük zalabéri Horváth Ede (1799-?), akinek a felesége pallini Inkey Karolina, Inkey Ferenc és báró Karola lánya volt. A másik gyermek zalabéri Horváth Vilmos (1802-1866), alszolgabíró volt az egerszegi járáson 1831 és 1833 között. 1843-ban vette feleségül bernátfalvi Földváry Kornéliát (1824-?), Földváry Antal és Pély Nagy Johanna lányát. Az 1848-as forradalom alatt 1848. május 9. és 1849. október 31. között volt zalai másodalispán. Évekkel később, 1861. február 7. és 1861. november 11. között megint töltötte be a másodalispáni tisztséget.
Vilmos bátyja, zalabéri Horváth József (1796-1848) dragonyos kapitány volt, akinek az első felesége gróf Radeczky Lujza (1803-1827), és a második a saját unokatestvére, Horváth József és Beltramini Mária lánya, zalabéri Horváth Franciska (1809-1868) volt. József első feleségétől származott zalabéri Horváth Imre alezredes, akinek a felesége noszlopi Noszlopy Ilka (1833-?) csillagkeresztes hölgy volt. A második feleségétől, Horváth Franciskától született, zalabéri Horváth Móricz (1834-1882) akinek a felesége nedeczei Nedeczky Vilma (1842-1865) volt. Móricz lánya zalabéri Horváth Irén (1863-1944), nagyalásonyi Barcza Károly (1858-1919) felesége volt, és fia zalabéri Horváth Béla (1864-1896) sorhajó hadnagy volt, és felesége hallburgi Czeicke Elfrieda volt. Az ő lányuk az utolsó tagja a családnak volt, zalabéri Horváth Vilma (1890-1942), besenyői és velikei Skublics Rafael (1880-1953) felesége volt.

## Család címere
A címerleírás a következő: Kék pajzsban zöld dombon arany koronán könyöklő vörös ruhás kar görbe kardot tart, felette arany nap. Sisakdísz:pajzsalak.

## A család jelentősebb tagjai
- zalabéri Horváth János (1788-1853) Zala vármegye alispánja, országgyűlési követe, királyi kamarás.